# SuperH

logo della famiglia

SuperH (o SH) è una famiglia di microcontrollori e microprocessori RISC a 32 bit sviluppata da Hitachi a partire dagli anni novanta. Questa famiglia viene spesso utilizzata in sistemi embedded e attualmente è commercializzata dalla Renesas Technology.

## Storia
Il core della famiglia SuperH fu sviluppato nei primi anni '90 da Hitachi, formando un gruppo di processori compatibili a livello di set di istruzioni.
I primi SH-1 e SH-2 furono utilizzati nelle console Sega Saturn e Sega32X. Questi core hanno istruzioni a 16 bit all'interno dell'architettura a 32bit; questo aspetto era assai vantaggioso quando il costo delle memorie era piuttosto elevato.
Pochi anni dopo fu introdotta la famiglia SH-3, che possedeva tra le altre cose una innovativa unità MMU e alcune estensioni del set di istruzioni orientate alle funzioni DSP.
Per il Dreamcast, Hitachi sviluppò ed introdusse nel 1998 il processore SH-4, innovativo soprattutto per l'unità di calcolo vettoriale.
Nel 2001 Hitachi e ST hanno formato una compagnia spinoff, SuperH inc, allo scopo di sviluppare nuove IP, commercializzare la cessione della licenza per i core SH-4 e portare avanti lo sviluppo del nuovo core SH-5, il primo passo nel mondo a 64bit. Nel 2004 SuperH inc cedette le licenze a Renesas Technology.